# Os Resentidos
Os Resentidos est un groupe de pop rock espagnol, originaire de Vigo, en Galice. Il est formé en 1984 par Antón Reixa, Alberto Torrado et Javier Soto. Le groupe se sépare en 1994.

## Biographie
Antón Reixa, précurseur du mouvement Bravú, écrit les textes et chante, les deux autres font l'accompagnement avec guitare, basse, cornemuse, claviers et programmations. Javier Soto est remplacé par Xabier Debesa,. Ils sont plus tard rejoint par Alberto Torrado
Le groupe a toujours utilisé la langue galicienne et été le premier groupe espagnol a populariser le rock galicien en Espagne avec la chanson Galicia caníbal. Leur chanson la plus populaire est Fai un sol de carallo 1986, mais leur disque le plus reconnu par la critique est Jei (1990), choisi par la revue Rockdelux comme meilleur disque national de l'année. Leur morceau Fai un Sol de Carallo est inclus dans la liste des « 200 meilleures chansons de pop–rock espagnol », par le magazine américain Rolling Stone.
Le groupe se sépare à la fin de l'été 1994. Par la suite, Anton Reixa formera Nación Reixa, avec Kaki Arkarazo de Negu Gorriak. Kaki Arkarazo est le producteur du dernier disque de Os Resintidos. Antón Reixa sortira aussi un disque en solo.

## Discographie
- 1984 : Vigo, capital Lisboa (Gasa)[6]
- 1986 : Fai un sol de carallo (Gasa)[7]
- 1987 : Música doméstica (Gasa)
- 1988 : Fracaso tropical (Gasa)
- 1990 : Jei (Gasa)[7]
- 1992 : Delikatessen (Gasa)
- 1993 : Xa Están Aquí (Gasa)[7]
- 1994 : Made in Galicia 84-94 (Gasa) (compilation)